# Liste von Textilmuseen
Diese Liste von Textilmuseen gibt einen Überblick über die weltweit vorhandenen Textilmuseen. Diese Museen zeigen Textilien aller Art, Textilmaschinen sowie sonstige Geräte der Textiltechnik. Zum Teil werden sogar ganze Anlagen der Textilindustrie ausgestellt.

## Liste
- Name (Lage): Name des Museums, sowie ein Link zu Lagekarten.
- Eröffnungsjahr: Jahr, in dem das jeweilige Museum eröffnet bzw. die Sammlung gegründet wurde.
- Träger: Der jeweilige Träger des Museums.
- Ort: Ort, in dem das Museum liegt.
- Land: Land, in dem das Museum liegt.
- Link: Link zum jeweiligen Internetauftritt des Museums. Der Link dient jeweils auch als Beleg für die in der Zeile gemachten Angaben.

| Name (Lage)                                          | Eröffnungsjahr | Träger | Ort                  | Land                   | Bild | Link  |
| ---------------------------------------------------- | -------------- | --- | -------------------- | ---------------------- | ---- | ----- |
| Abegg-Stiftung (Lage)                                | 1961           | private Stiftung | Riggisberg           | Schweiz                |      |       |
| Bandwebereimuseum Elfringhausen (Lage)               | 1996           | Bürger-, Heimat- und Verkehrsverein Elfringhausen und Umgebung e.V.                                                                                     | Elfringhausen        | Deutschland            |      |       |
| Brandenburgisches Textilmuseum Forst (Lausitz)       | 1995           | Museumsverein der Stadt Forst (L.) e.V. | Forst                | Deutschland            |      |       |
| Bhutan Textile Museum                                | 2001           | National Commission for Cultural Affairs | Thimphu              | Bhutan                 |      |       |
| Deutsches Damast- und Frottiermuseum (Lage)          | 1905           | | Großschönau          | Deutschland            |      |       |
| Deutsches Textilmuseum (Lage)                        | 1880           | Stadt Krefeld | Krefeld              | Deutschland            |      |       |
| Esche-Museum                                         | 2011           | Limbach-Oberfrohna | Limbach-Oberfrohna   | Deutschland            |      |       |
| Färbermuseum Gutau (Lage)                            | 1982           | Verein Färbermuseum Gutau | Gutau                | Österreich             |      |       |
| Fashion and Textile Museum (Lage)                    | 2003           | Newham College | London               | Großbritannien         |      |       |
| Felto – Filzwelt Soltau (Lage)                       | 2015           | private Stiftung | Soltau               | Deutschland            |      |       |
| Historische Schauweberei Braunsdorf (Lage)           | 1994           | Gemeinde Niederwiesa | Braunsdorf           | Deutschland            |      |       |
| Maschenmuseum (Lage)                                 | 1996           | | Albstadt             | Deutschland            |      |       |
| Musée des Tissus                                     | 1864           | Region Auvergne-Rhône-Alpes Chambre de Commerce et d’Industrie Lyon Métropole-Saint-Étienne-Roanne Union Interentreprises Textiles Auvergne-Rhône-Alpes | Lyon                 | Frankreich             |      |       |
| Museum für textile Kunst (Lage)                      | 2007           | Museum für textile Kunst e. V. | Hannover             | Deutschland            |      |       |
| Museum Neuthal Textil- und Industriekultur (Lage)    | 1994           | Verein NIK – Neuthal Textil- und Industriekultur | Neuthal              | Schweiz                |      |       |
| Nähmaschinen-Museum Mey (Lage)                       |                | Stiftung | Lautlingen           | Deutschland            |      |       |
| Oberfränkisches Textilmuseum (Lage)                  |                | | Helmbrechts          | Deutschland            |      |       |
| Science and Industry Museum (Lage)                   | 1983           | | Manchester           | Vereinigtes Königreich |      |       |
| Staatliches Textil- und Industriemuseum (tim) (Lage) | 2010           | Freistaat Bayern | Augsburg             | Deutschland            |      |       |
| Stadtmuseum Nordhorn (Lage)                          | 1994           | Grafschafter Museumsverein e.V. | Nordhorn             | Deutschland            |      |       |
| Technisches Museum der Bandweberei (Lage)            |                | | Großröhrsdorf        | Deutschland            |      |       |
| Textile Museum                                       | 1925           | George Washington University | Washington, D.C.     | USA                    |      |       |
| Textilmuseum Bocholt (Lage)                          | 1989           | Landschaftsverband Westfalen-Lippe | Bocholt              | Deutschland            |      |       |
| Textilmuseum der Brennet (Lage)                      | 2001           | Brennet AG | Wehr                 | Deutschland            |      |       |
| Textilmuseum Die Scheune (Lage)                      | 1984           | NRW-Stiftung | Nettetal             | Deutschland            |      |       |
| Textilmuseum Mindelheim (Lage)                       | 1986           | Stadt Mindelheim, Landkreis Unterallgäu und Bezirk Schwaben                                                                                             | Mindelheim           | Deutschland            |      |       |
| Textilmuseum St. Gallen (Lage)                       | 1978           | Verein | St. Gallen           | Schweiz                |      |       |
| Textilsammlung Max Berk                              | 1978           | Stadt Heidelberg | Heidelberg           | Deutschland            |      |       |
| Textil- und Rennsportmuseum                          | 1995           | Förderverein Textil- und Rennsportmuseum e. V. | Hohenstein-Ernstthal | Deutschland            |      |       |
| Tuchfabrik Gebr. Pfau (Lage)                         | 2020           | Zweckverbands Sächsisches Industriemuseum | Crimmitschau         | Deutschland            |      |       |
| Tuchmacher-Museum Bramsche                           | 1997           | Stadt Bramsche | Bramsche             | Deutschland            |      |       |
| Tuch und Technik Textilmuseum Neumünster (Lage)      | 1914           | kommunale Stiftung | Neumünster           | Deutschland            |      |       |
| Die Weberei – Museum Oederan                         | 2004           | Oederan | Oederan              | Deutschland            |      |       |
| Wiesentäler Textilmuseum (Lage)                      | 1996           | Förderverein | Zell im Wiesental    | Deutschland            |      |       |
| Textilmuseum Groß-Siegharts                          | 1988           | Stadtgemeinde Groß-Siegharts / Forum lebendige Textilgeschichte                                                                                         | Groß-Siegharts       | Österreich             |      | [ 1 ] |